# Frans Coebel van der Loo
Frans Coebel van der Loo, heer van de Loo (Delft, omstreeks 1470 - 12 september 1532) was een Nederlands raadpensionaris.
Frans Coebel van der Loo studeerde aan de universiteiten van Parijs (1485-1486), van Leuven (1487) en aan de universiteit van Orléans (1490). Van augustus 1500 tot september 1513 was hij landsadvocaat (raadpensionaris) van de Staten van Holland. Vanaf 1513 was hij Raad in het Hof van Holland, Zeeland en West-Friesland.
In 1525 werd Frans Coebel beleend met de Hofstede De Loo in Voorburg en mocht hij zich "Heer van de Loo" noemen.

## Familie
Frans Coebel van der Loo was een zoon van Pieter Claes Cobelsz, veertigraad van Delft. Hij trouwde met Christina van Rijswijck, dochter van mr. Dirck van Rijswijck, Rekenmeester in 's-Gravenhage. Uit dit huwelijk werd een zoon (Dirck) en twee dochters (Anna en Catharina) geboren.

## Wapen
Het wapen van het geslacht Coebel van der Loo: gevierendeeld: I en IV in blauw een zilveren keper, vergezeld van drie gouden klaverbladen; II en III in groen een zilveren dwarsbalk